# Orlando Gomes (Jurist)

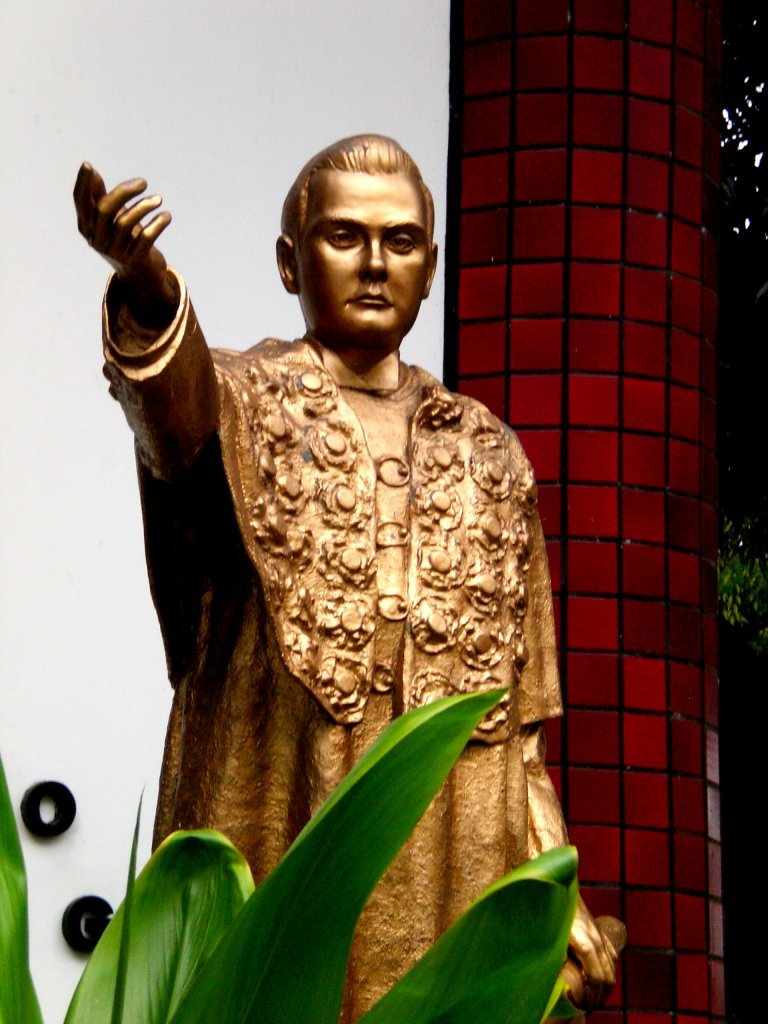
Statue am Eingang der Stiftung Orlando Gomes in Salvador da Bahia

Orlando Gomes (* 7. Dezember 1909 in Salvador; † 29. Juli 1988) war ein brasilianischer Jurist, mit Schwerpunkt im Zivilrecht, Arbeitsrecht und in der Rechtssoziologie. Er hatte die Ehrendoktorwürde der Universität Coimbra erhalten.

## Publikationen (Auszug)
- O papel do Estado brasileiro nas regulamentações do trabalho, Bruxelas, 1958.
- Raízes Históricas e Sociológicas do Código Civil Brasileiro – Martins Fontes, 2006 (ISBN 85-336-2277-5).
- Harengas, FGM, 1971.
- Curso de Direito do Trabalho (com Elson Gottschalk), Forense, 2007.
- Introdução ao Direito Civil, Forense, 2007 (ISBN 85-309-2582-3).
- Contratos, Forense, 2007 (ISBN 85-309-2520-3).
- Sucessões, Forense (ISBN 85-309-2323-5).
- Obrigações, Forense (ISBN 85-309-1959-9).
- Direitos Reais, Forense (ISBN 85-309-1960-2).
- Direito de Família, Forense.
- A Convenção Coletiva de Trabalho, LTr (ISBN 85-7322-055-4).

| Personendaten    | Personendaten          |
| ---------------- | ---------------------- |
| NAME             | Gomes, Orlando         |
| KURZBESCHREIBUNG | brasilianischer Jurist |
| GEBURTSDATUM     | 7. Dezember 1909       |
| GEBURTSORT       | Salvador               |
| STERBEDATUM      | 29. Juli 1988          |